# Kolonia Lipiny (województwo wielkopolskie)
Kolonia Lipiny – wieś sołecka w Polsce położona w województwie wielkopolskim, w powiecie konińskim, w gminie Sompolno. Miejscowość łączy się ze wsią Lipiny w sąsiedniej gminie Osiek Mały. 
| SIMC    | Nazwa     | Rodzaj    |
| ------- | --------- | --------- |
| 0295478 | Radowo    | część wsi |
| 0295484 | Smolarnia | część wsi |

W latach 1975–1998 miejscowość administracyjnie należała do województwa konińskiego. Według danych z roku 2009 liczyła 288 mieszkańców.